# الشرطة اليابانية (المحقق كونان)
الشرطة اليابانية (باليابانية: 日本警察) هي الجهة المسؤولة عن تطبيق وتنفيذ القوانين في اليابان، وهي واحدة من الأطراف الرئيسية من سلسلة مانغا وأنمي المحقق كونان، للمؤلف غوشو أوياما. وتنقسم الشرطة اليابانية إلى أقسام حسب المقاطعات، فهناك شرطة طوكيو، شيزوكا، أوساكا، غونما، ناغانو، كاناغاوا، نارا، كيوتو وسايتاما. وكل مركز شرطة مقاطعة يتبع مركز الشرطة الإقليمية في محافظته ما عدا شرطة العاصمة طوكيو  و شرطة هوكايدو.
شرطة العاصمة طوكيو (باليابانية: 警視庁) (بالإنجليزية: Tokyo Metropolitan Police) هي الشرطة الأكثر ظهوراً بالمسلسل كون أن أحداث المسلسل الرئيسية دائماً ما تكون في العاصمة طوكيو، يرأس شرطة طوكيو والد هاكوبا ساجورو. ويعمل العديد من المحققين والمفتشين في شرطة طوكيو منهم: المفتش ميغوري، تاكاجي، ميواكو ساتو، شيراتوري نيزابورو، شيبا، ويومي وماتسودا جينبيه (مات).

## الهيكل التنظيمي الرئيسي
يتكون الهيكل التنظيمي للشرطة اليابانية من:
- لجنة السلامة العامة الوطنية (باليابانية: 国家公安委員会) (بالإنجليزية: (NPSC) National Public Safety Commission) دورها هو ضمان حياد جهاز الشرطة عن طريق عزل القوة من الضغط السياسي وضمان الحفاظ على الأساليب الديمقراطية في إدارة الشرطة. تقوم بدورها بمراقبة وإدارة وكالة الشرطة الوطنية، فلديها سلطة تعيين أو إقالة كبار ضباط الشرطة.
- وكالة الشرطة الوطنية (باليابانية: 警察庁) (بالإنجليزية: (NPA) National Polica Agency) والتي تقوم هي أيضا يالإشراف على مكاتب الشرطة الإقليمية السبعة والتي تندرج تحتها مراكز شرطة المحافظات:

1. منطقة توهوكو: وهي مسؤولة عن أوموري، مياغي، أكيتا، فوكوشيما، ياماغاتا.
2. منطقة كينكي: وهي مسؤولة عن هيوغو، أوساكا، نارا، كيوتو، شيغا وواكاياما.
3. منطقة شيكوكو: وهي مسؤولة عن كوتشي، إهيمه، كاغاوا وتوكوشيما.
4. منطقة كانتو: وهي مسؤولة عن إيباراكي، غونما، توتشيغي، كاناغاوا، تشيبا، سايتاما، ياماناشي، نييغاتا، ناغانو، شيزوكا.
5. منطقة تشوبو: وهي مسؤولة عن فوكوي، توياما، إيشيكاوا، آيتشي، غيفو، ميه
6. منطقة كيوشو: وهي مسؤولة عن ناغاساكي، ساغا، فوكوأوكا، أويتا، كوماموتو، ميازاكي، أوكيناوا، كاغوشيما.
7. منطقة تشوغوكو: وهي مسؤولة عن توتوري، شيمانه، أوكاياما، هيروشيما، ياماغوتشي

ملحوظة: شرطة العاصمة طوكيو نظرا للمناطق الحضرية وهوكايدو نظرا للمناطق الجغرافية الصعبة، لا يتبعون وكالة الشرطة الوطنية.

## أقسام مراكز الشرطة

ضباط قسم شرطة العاصمة طوكيو.

مراكز الشرطة الإقليمية السبعة ومراكز شرطة المحافظات تتكون من عدة أقسام:
- الإدارة العامة
- إدارة المرور
- إدارة الأمن العام: حماية كبار الشخصيات المحلية والأجنبية؛ ومكافحة الأنشطة التخريبية والتجسس.
- إدارة شؤون الشرطة المجتمعية
- إدارة التحقيقات الجنائية
  - الشعبة 2: تتولى الجرائم المتصلة العصابات وذوي الياقات البيضاء.
  - الشعبة 1: تتعامل مع كل شيء آخر.
- إدارة سلامة المجتمع
- إدارة مراقبة الجريمة المنظمة

## المحققون وأفراد الشرطة
| شرطة العاصمة طوكيو - جرائم القتل - المفتش جوزو ميغوري - تاكاجي واتارو - ميواكو ساتو - هيوي كورودا - شيراتوري نيزابورو - المحقق تشيبا - تاكاجي تشوسيكي - كيوناغا ماتسوموتو - توشيرو أودا - جرائم الحرق العمد - المفتش يوميناغا - المرور - يومي مياموتو - نايكو ميكي - الشؤون الجنائية - جينزو ناكاموري - شينتارو تشاكي - المباحث الجنائية - الضابط تومي | - جرائم السرقة - المفتش موموسي - الإدارة - الجنرال هاكوبا - آخرون - المخبر يوكوياما - المخبر كوباياشي - ماتسوموتو كينوجاوا شرطة مقاطعة أوساكا - هايزو هاتوري - جينشيرو تويوما - غورو أوتاكي شرطة مقاطعة شيزوكا - سانجو يوكوميزو - تومونوري أوغاوارا - المحقق تسوكومو شرطة مقاطعة غونما - ميساو يامامورا شرطة مقاطعة كاناغاوا - جوغو يوكوميزو - تشيهايا هاجيوارا | شرطة مقاطعة ناغانو - كانسوكي ياماتو - يوي أوهارا - تاكاكي موروفوشي (كومي) شرطة مقاطعة كيوتو - فوميمارو أيانيكوجي شرطة مقاطعة سايتاما - أيامي اوغينو شرطة محافظة نارا - تسويوشي شيكاتسونو ضباط شرطة متقاعدون - كوغورو موري قتلوا آثناء المهمة - ماسايوشي ساتو - جينبيه ماتسودا - كينجي هاجيوارا - داتي واتارو |

## الهيكل التنظميمي لشرطة العاصمة
| المشرف العام   |
| -------------- |
| الجنرال هاكوبا |

| نائب المشرف العام |
| ----------------- |
| توشيو موروبوشي    |

| إدارة التحقيقات الجنائية | إدارة التحقيقات الجنائية                                             | إدارة التحقيقات الجنائية                                             | إدارة التحقيقات الجنائية                                             | إدارة حركة المرور | الشرطة السرية                                      | إدارات أخرى                                                            |
| القسم الأول | القسم الأول                                                          | القسم الثاني                                                         | القسم الثالث                                                         | إدارة حركة المرور | الشرطة السرية                                      | إدارات أخرى                                                            |
| جرائم القتل العمد | جرائم الحرق                                                          | القسم الثاني                                                         | القسم الثالث                                                         | إدارة حركة المرور | الشرطة السرية                                      | إدارات أخرى                                                            |
| المراقب العام | المراقب العام                                                        | المراقب العام                                                        | المراقب العام                                                        | المراقب العام     | المراقب العام                                      | المراقب العام                                                          |
| --- | -------------------------------------------------------------------- | -------------------------------------------------------------------- | -------------------------------------------------------------------- | ----------------- | -------------------------------------------------- | ---------------------------------------------------------------------- |
| توشيرو أوداغيري | توشيرو أوداغيري                                                      | توشيرو أوداغيري                                                      | توشيرو أوداغيري                                                      | غير معروف         | غير معروف                                          | غير معروف                                                              |
| مشرف المراقبين |                                                                      |                                                                      |                                                                      |                   |                                                    |                                                                        |
| كيوناغا ماتسوموتو (ترقى من مراقب) ماسايوشي ساتو (توفي) تادايوشي أونو                                                           | كيوناغا ماتسوموتو (ترقى من مراقب) ماسايوشي ساتو (توفي) تادايوشي أونو | كيوناغا ماتسوموتو (ترقى من مراقب) ماسايوشي ساتو (توفي) تادايوشي أونو | كيوناغا ماتسوموتو (ترقى من مراقب) ماسايوشي ساتو (توفي) تادايوشي أونو | غير معروف         | غير معروف                                          | غير معروف                                                              |
| المراقب |                                                                      |                                                                      |                                                                      |                   |                                                    |                                                                        |
| هيوي كورودا (انتقل من مدينة ناغانو)                                                                                            | هيوي كورودا (انتقل من مدينة ناغانو)                                  | شينتارو تشاكي                                                        | غير معروف                                                            | غير معروف         | غير معروف                                          | غير معروف                                                              |
| مفتش |                                                                      |                                                                      |                                                                      |                   |                                                    |                                                                        |
| المفتش ميغوري شيراتوري نيزابورو (ترقى) تاكاجي تشوسيكي (نقل إلى توتوري)                                                         | المفتش يوميناغا                                                      | جينزو ناكاموري                                                       | المفتش موموسي                                                        | غير معروف         | غير معروف                                          | غير معروف                                                              |
| مساعد مفتش |                                                                      |                                                                      |                                                                      |                   |                                                    |                                                                        |
| ميواكو ساتو | غير معروف                                                            | غير معروف                                                            | غير معروف                                                            | يومي مياموتو      | غير معروف                                          | غير معروف                                                              |
| رقيب شرطة |                                                                      |                                                                      |                                                                      |                   |                                                    |                                                                        |
| واتارو تاكاجي (خفضت رتبته) | غير معروف                                                            | غير معروف                                                            | غير معروف                                                            | نايكو ميكي        | غير معروف                                          | غير معروف                                                              |
| ضابط شرطة |                                                                      |                                                                      |                                                                      |                   |                                                    |                                                                        |
| كازونوبو تشيبا جينبيه ماتسودا (توفي، قسم تفكيك القنابل) داتي واتارو (توفي) كوغورو موري (تقاعد) المخبر كوباياشي المخبر يوكوياما | لا يوجد                                                              | المحقق كونو المحقق يامابوكي                                          | لا يوجد                                                              | لا يوجد           | ري فورويا (جاسوس على المنظمة السوداء) سكوتش (توفي) | كينجي هاجيوارا (توفي، قسم تفكيك القنابل) الضابط تومي (الأدلة الجنائية) |

## أفراد الشرطة

### شرطة العاصمة طوكيو
المفتش ميغوري: هو مفتش في شرطة العاصمة ومسؤول عن التحقيق في جرائم القتل، حيث يظهر غالبًا في مسرح الجريمة برفقة مساعديه لجمع الأدلة والقبض على الجاني. يتمتع بخبرة واسعة، وكان يعتمد على سينشي كودو في حل القضايا، لكن بعد اختفائه أصبح يعتمد على توغو موري، رغم أنه كان يخشى من توليه القضايا سابقًا بسبب استنتاجاته الساذجة. يثق أيضًا بكونان، الذي ساعده في حل العديد من الألغاز المعقدة. يشتهر بارتداء قبعة باستمرار نتيجة حادث قديم تعرض له.

المفتش جوزو ميغوري.

واتارو تاكاجي: تاكاجي (اسمه في الدبلجة العربية) هو شرطي شاب يعمل تحت إشراف المفتش ميغوري. لا يُعد شديد الذكاء، لكنه مجتهد ويسعى لأداء عمله بشكل صحيح، ويتمكن أحيانًا من الوصول إلى استنتاجات منطقية. يشعر بالدهشة من ذكاء كونان، ويشك أحيانًا في حقيقته، لكن كونان يستفيد منه كثيرًا في الحصول على المعلومات. يُكن مشاعر إعجاب للشرطية ساتو، ويرغب في الزواج منها، لكنه يتردد في الإفصاح عن مشاعره بسبب خجله وخوفه من زملائه المعجبين بها. يُعد من أكثر رجال الشرطة ظهورًا إلى جانب المفتش ميغوري.

الشرطي واتارو تاكاجي.

ميواكو ساتو: شرطية تعمل مع المفتش ميغوري، مات والدها عندما كانت طفلة، كانت معجبة بماتسودا، الذي قتل في إحدى الانفجارات (حلقة 304)، تحب تاكاجي لكنها تخفي ذلك خوفاً من أن يصاب بمكروه من بعض الرجال الذي يعملون في الشرطة ومعجبون بها وأولهم شيراتوري نيزابورو ولكنه غير رأيه فهو أصبح يحب المعلمة كوباياشي (معلمة كونان في المدرسة الابتدائية)، ماهرة في القتال، تتعامل مع كونان كأنه شخص راشد، تثق به وتحاول مساعدته.

الشرطية ميواكو ساتو.

#### يومي مياموتو
هي شرطية تعمل في قسم مرور شرطة العاصمة في مسلسل المحقق كونان. تتسم شخصيتها بالكسل والإهمال، وغالبًا ما تحاول إثارة غيرة زميلتها ساتو بالتقرب من الشرطي تاكاجي. تعاني من حساسية تجاه القطط، وتربي كلبين يدعيان "سوتا" و"هاشي". مع تطور الأحداث، تدخل في علاقة عاطفية مع لاعب الشوغي المحترف "شوكيتشي هانيدا"، وهو ابن ميري سيرا وشقيق العميل شويتشي أكاي وتركز في عملها على قضايا المرور وحوادث الضرب، وتلتقي أحيانًا بكونان والمحققين الصغار، الذين يساعدونها في حل بعض القضايا.
شيراتوري نيزابورو

الشرطية يومي مياموتو

تغيّر اسمه في الدبلجة العربية إلى شيرا، محقق بارع ذكي ومغرور بعض الشيء يعمل مع ميغوري، يستفيد منه كونان في بعض تحليلاته، لديه ميول للهندسة المدنية، تنكر كايتو بشخصيته في الفيلم الثالث، يحب الشرطية ساتو قديما أما الآن فهو يحب المعلمة كوباياشي (معلمة كونان في المدرسة الابتدائية) وهو يشك في شخصية كونان (سينشي) ولا يصدق بأن طفلاً في هذا العمر يتمتع بهذا القدر من الذكاء.

#### تشيبا
أحد رجال الشرطة ضخم البنية، يعمل مع المفتش ميغوري، ونادرا ما يظهر في حلقات المسلسل ويشجع علاقة تاكاجي مع ساتو. كانت له علاقة مع إحدى الفتيات وهو صغير؛ ظهرت هذه العلاقة في الحلقة رقم 624 «رسالة الفديو من الحب الأول» ومصير هذه العلاقة سينكشف في الحلقات القادمة.

شرطي كازونوبو تشيبا

#### ماتسودا جينبيه
رجل ذو شعر كثيف، يظهر أحياناً وهو يرتدي نظارته الشمسية، يعمل في تعطيل القنابل. بعد مقتل صديقه المقرب في انفجار قبل أربعة أعوام، أصابه هاجس الانتقام، فعمل في مركز الشرطة، وهناك تعرف على ساتو. مع مرور الوقت، أحبها وبادلته نفس الشعور، لكنه لم يصارحها بذلك إلا قبيل وفاته في رسالة عبر الهاتف المحمول. يجيد كتابة الرسائل النصية بسرعة كبيرة، وقد حزنت ساتو كثيراً لوفاته. في الحلقة 301، غضبت ساتو عندما تنكر تاكاجي بشكل يشبه ماتسودا إلى حد كبير. ظهر ماتسودا في الحلقة رقم 304 (ذكريات فقط) في قضية الـ12 مليون رهينة، حيث قتل خلالها.

ماتسودا جينبيه

#### جينزو ناكاموري
المفتش العام في الفرقة الثانية للشرطة يبلغ من العمر 42 عامًا وهو محقق نشيط في ملاحقة كايتو كيد، ويكره تصرفاته بشدة. رغم جديته في العمل، أحيانًا يتصرف بغباء مشابه لكوغورو، مما يؤدي إلى تنافس دائم بينهما. يسعى بكل قوته للقبض على كايتو كيد، ولكن جميع محاولاته باءت بالفشل حتى الآن. هو والد أوكو، صديقة كوروبا كايتو (كيد). كان أول ظهور له في الحلقة 76، بعنوان "كونان في مواجهة اللص الطائر".

جينزو ناكاموري

#### هيوي كورودا
هو قائد القسم الأول في شرطة طوكيو ويبلغ من العمر 50 عامًا. تعرض لحادث كبير أدى إلى دخوله في غيبوبة استمرت 10 سنوات، ما تسبب في تشوه وجهه وتغيير لون شعره من الأسود إلى الأبيض. بعد استيقاظه، تم نقله إلى شرطة ناغانو ثم إلى طوكيو حيث تولى منصب قائد القسم الأول. يُظهر إعجابًا بذكاء كونان في التحقيقات ويصفه بـ"العقل المدبر" للتحقيقات. رغم مظهره المخيف الذي يسبب الخوف لدى العديد من الشخصيات، بما في ذلك كونان وهايبرا، لم تكشف هايبرا عن أي علاقة له بالمنظمة السوداء. علاقته بري فورويا غامضة، حيث يتواصل معه في أمور مشبوهة، ويبدو أن هناك تواصلًا بين كورودا وفورويا (الذي يُعرف باسم "بوربون") في إطار عمل غير واضح.

هيوي كورودا

#### كيوناغا ماتسوموتو
كان في البداية مشرفًا على قسم شرطة مدينة طوكيو ورئيسًا لجوزو ميغوري، وكان يعطيه تعليمات خاصة بشأن القضايا الخطيرة. مع مرور الوقت، تمت ترقيته ليحل محل هيوي كورودا في منصب قائد القسم. أصيب بجرح على عينه اليسرى أثناء مطاردته لقاتل متسلسل، وهو الحادث الذي بقي دون حل حتى ساعده كونان في الكشف عن القاتل. ماتسوموتو كان متزوجًا لكن زوجته توفيت في وقت غير محدد. ظهر لأول مرة في حفل زفاف ابنته الوحيدة سايوري، التي كانت معلمة الموسيقى لسينشي وران وسونوكو. كما تم الكشف عن حادثة تسمم تعرضت لها ابنته، حيث تبين أن العريس كان يسعى للانتقام لموت والدته بسبب إهمال ماتسوموتو، لكن القضية انتهت بعدد من المفاجآت، وتزوج صهره من ابنته في النهاية. شخصيته تجمع بين الصرامة والقسوة، ولكنه يصبح لطيفًا عند التعرض لخطر على أسرته، ويميل إلى الجدية التامة والاحترافية أثناء العمل.

كيوناغا ماتسوموتو

### مقاطعات أوساكا

#### هايزو هاتوري

هايزو هاتوري قائد الشرطة في مدينة أوساكا.

(باليابانية: 服部 平蔵 ، بالروماجي: Hattori Heizō) هو قائد شرطة مدينة أوساكا في غرب اليابان، ويبلغ من العمر 42 عامًا. والد هيجي هاتوري وزوج شيزوكا هاتوري. يُعرف بصرامته وجديته في العمل، وتتميز ملامحه بالقسوة، مما يجعله مصدر خوف للمجرمين في أوساكا. يرفض تدخل ابنه هيجي في القضايا، مدّعيًا أن ذلك يعيق سير التحقيق، لكنه في الواقع يفتخر به ويكنّ له المحبة، رغم أن طبيعته الصارمة تمنعه من إظهار مشاعره بوضوح. هيجي يحترمه كثيرًا ويسعى دومًا لإرضائه. أول ظهور له في الأنمي كان في الحلقة 77.

#### جينشيرو توياما
هو رئيس قسم شرطة أوساكا، وأحد كبار شرطة مدينة أوساكا، والد كازوها توياما، وهو صديق مقرب لهايزو هاتوري قائد الشرطة في أوساكا منذ بداية عملها في سلك الشرطة، حيث قاما بحل العديد من الجرائم العالقة. وبسبب تلك الصداقة القوية، تعرف هيجي هاتوري على كازوها توياما منذ الصغر. أول ظهور له كان في الحلقة 118(موجة جرائم متلاحقة).

### مقاطعة شيزوكا

#### سانجو يوكوميزو
هو ضابط شرطة ماهر في المحقق كونان، لكنه يميل إلى التحدث بصوت عالٍ ويقترب بشكل مزعج من المشتبه بهم أثناء التحقيقات. يعتبر من معجبي كوغورو موري، ويطلب مساعدته في القضايا رغم تقليل كوغورو من شأنه. يُظهر سانجو احترامًا لآراء كونان ويأخذ ملاحظاته بجدية. يعاني من خوف شديد من الأشباح، لكنه يظهر جانبًا لطيفًا في بعض المواقف. يُحبّه فريق المتحرين الصغار ويُعتبر محققًا ذكيًا ومخلصًا.

الشرطي سانجو يوكوميزو

### مقاطعة كاناغاوا

#### جوغو يوكوميزو
هو الأخ التوأم الأصغر لـ سانجو يوكوميزو، وهو مفتش شرطة في منطقة كاناغاوا. بدأ كلاهما مسيرتهما في شرطة سايتاما، قبل أن ينتقل سانجو إلى منطقة شيزوكا، لكنهما يظلان على تواصل دائم ويساعدان بعضهما في القضايا. عندما كانا طفلين، كانا يلعَبان مع أطفال آخرين بالقرب من الشاطئ، وكانا يخشيان السباحة في المحيط، حيث كان جوغو يقترب من الماء بينما كان سانجو خائفًا لدرجة أنه لا يترك القارب. بسبب ذلك، لا يعرف سانجو السباحة حتى الآن.

### مقاطعة غونما

الشرطي جوغو يوكوميزو

#### المفتش يامامورا
هو مفتش كان يعمل سابقًا في شرطة مدينة جانما، وهو شخص جبان، هزيل، ومتسرع في استنتاجاته. كان معجبًا بشخصية كوغورو النائم ويحاول دائمًا تقليده وتصويره لكنه يفشل في ذلك. كما كان معجبًا بالممثلة السابقة يوكيكو كودو. يستخدمه كونان أحيانًا لحل القضايا من خلال تخديره وكشف القاتل. ورغم أنه لا يستحق أن يصبح مفتشًا، إلا أنه أصبح كذلك بعد أن بدأ كونان في تخديره. كان أول ظهور له في الحلقة 96.

المفتش يامامورا

### مقاطعة ناغانو

#### كانسوكي ياماتو
تم تقديمه كمخبر شرطة من محافظة ناغانو. بعد فترة من غيابه، تمت ترقية ياماتو إلى منصب مفتش شرطة. مرؤوسه المباشر هو المحقق يوي أوهارا. فقد ياماتو عينه اليسرى في حادث انهيار جليدي، مما ترك له ندبة على شكل X في مكان العين. كما تسبب الحادث نفسه في "أضرار جسمية دائمة" في ساقه اليسرى، مما اضطره لاستخدام عكاز للتنقل.

كانسوكي ياماتو

#### يوي أوهارا
ضابطة من شرطة ناغانو، نشأت مع ياماتو والضابط كاي الذي كان قدوتها. بعد مقتل كاي في ظروف غامضة، بدأت مع ياماتو تحقيقًا استمر لسنوات. اعتقدت أن ياماتو مات أثناء مطاردة مشتبه به، فتزوجت من تورادا لجمع معلومات، لكنه قُتل لاحقًا في سلسلة جرائم أدت لحل لغز كاي بمساعدة كونان وهيجي وياماتو، الذي تبيّن أنه نجا. بعد القضية، عادت يوي للشرطة بطلب من ياماتو وتعمل الآن مساعدته.

#### تاكاكي موروفوشي
هو مفتش شرطة من ناغانو، يتميز بهدوئه وذكائه العالي في الاستنتاج، وله معرفة واسعة بالتاريخ الصيني، خاصة بعصر الممالك الثلاث. كان صديقًا وزميلًا لكانسوكي ياماتو منذ الطفولة، ويتنافسان وديًا في حل القضايا. ترك منصبه مؤقتًا للبحث عن ياماتو بعد حادث ثلجي، ثم عاد لاحقًا لمقر الشرطة. شقيقه الأصغر، سكوتش، كان يعمل في الأمن العام وتوفي خلال مهمة سرية. كومي يثق بقدرات كونان ويقدّر ذكاءه، واعتبره عنصرًا أساسيًا في حل العديد من القضايا.

يوي أوهارا

تاكاكي موروفوشي

### مقاطعة كاناغاوا

#### تشيهايا هاجيوارا
هي مساعدة مفتش في شرطة محافظة كاناغاوا وشقيقة الراحل كينجي هاجيوارا في المحقق كونان. ظهرت رسميًا في الحلقة 1098، وظهورها في نهاية فيلم 28. ساعدت كونان في عدة قضايا، وتثق به وتشبهه بشقيقها الراحل. تتميز بشخصية تجمع بين اللطف والحزم، وقيادتها متهورة. تُعرف بجمالها اللافت، وتشبهها ران موري بـ"إلهة الريح". لديها علاقة رومانسية محتملة مع جوغو يوكوميزو، وترتبط بصداقة مع شينوبو أوي. في الماضي، أُعجب بها جينبي ماتسودا، زميل شقيقها. ترى في كونان أخًا بديلاً وتسعى لحمايته ورد الجميل له.

تشيهايا هاجيوارا

### مقاطعة كيوتو

#### فوميمارو أيانيكوجي
هو رئيس المفتشين في شرطة كيوتو، معروف بذكائه وكفاءته، وقد ترقى بسرعة بسبب مهاراته. ينحدر من عائلة نبيلة ويتميز بشخصية مغرورة ولكن مهذبة. لديه حيوان أليف هو السنجاب مارو، الذي لا يفارقه أبدًا. يُظهر إعجابًا بـ تشيكاسوزو مايكو ولكنه يبقى غامضًا حول مشاعره. يقدّر ذكاء كونان ويسمح له بالمساعدة في التحقيقات. يرتدي دائمًا بدلة رمادية وله شعر بني فاتح.

فوميمارو أيانيكوجي

### الشرطة السرية

#### كينجي هاجيوارا
هو شخصية "قصة الشرطة السرية". بدأ حياته كميكانيكي، ثم قرر أن يصبح شرطيًا بعد إفلاس متجر عائلته. التحق بأكاديمية الشرطة مع أصدقائه جينبيه ماتسودا، ري فورويا، هيروميتسو موروفوشي، وواتارو داتي. انضم إلى سرب القنابل في شرطة طوكيو، وكان بارعًا في إبطال مفعول القنابل. توفي في انفجار قبل سبع سنوات من أحداث القصة. كان هادئًا ومجتهدًا في عمله، وله علاقة قوية مع أصدقائه، خاصة جينبيه الذي استمر في التواصل معه بعد وفاته.

كينجي هاجيوارا

#### داتي واتارو
هو ضابط شرطة في قصة الشرطة السرية، توفي في حادث سيارة بعد مهمة مراقبة مع تاكاجي. كان قائدًا ماهرًا وصديقًا مقربًا لتاكاجي، وكان يخطط للزواج من ناتالي كوروما التي انتحرت بعد وفاته. كان معروفًا بشخصيته العدوانية ولكنه كان أيضًا لطيفًا مع أصدقائه. تخرج من أكاديمية الشرطة مع ري فورويا، جينبيه ماتسودا، كينجي هاجيوارا، وهيروميتسو موروفوشي. ترك تأثيرًا كبيرًا على أصدقائه بعد وفاته.

داتي واتارو

## العلاقات

### السلطات اليابانية ومكتب التحقيقات
لم توافق السلطات اليابانية على عمل مكتب التحقيقات الفيدرالي في اليابان، لذلك فهم يعملون دون إذن منهم مما يمنعهم من بعض الامتيازات المهمة مثل التحقق من بيانات المجرمين الموجودة لدى السلطات اليابانية. تلاقت العميلة جودي سانتيمليون وغيرها من العملاء أكثر من مرة مع أفراد الشرطة اليابانية، وعند علمهم بكونهم عملاء للـمكتب التحقيقات الفيدرالي، كانوا يلجؤون لكذبة أنهم في عطلة بعد الفشل في إحدى المهمات في الولايات المتحدة.

### السلطات اليابانية ووكالة المخابرات
لا تزال السلطات اليابانية على غير دراية بمهمة وكالة المخابرات المركزية. وفي حلقة من الحلقات كانت هيديمي هوندو (العميلة المتخفية على المنظمة السوداء تحت اسم كير، وتعمل كمذيعة تحت اسم ميزوناشي رينا من أجل التغطية على انتمائها للمنظمة) على مقربة من قتل أحد المرشحين للانتخابات اليابانية من أجل كسب ثقة منظمة، وهي جريمة لم تكلل بالنجاح بسبب تدخل كونان إدوغاوا، ولو نجحت فإنها تصنف من ضمن الأعمال الغير القانونية، والتي تستحق عقوبة شديدة بموجب القانون الياباني.

### السلطات اليابانية والمنظمة السوداء
لا تعرف الشرطة اليابانية عن نشاطات المنظمة السوداء. ولا يوجد أي رابط بينهم.

### السلطات اليابانية والشرطة السرية
يبدو أن الشرطة اليابانية ليست على دراية بمهمة الشرطة السرية ضد المنظمة السوداء.